# Иов (Чарнуцкий)
Иов Чарнуцкий (ум. 1769) — архимандрит Спасо-Преображенского Арзамасского монастыря Русской православной церкви.
О мирской жизни Чарнуцкого сведений не сохранилось. В августе 1744 года Иов Чарнуцкий был отправлен в Киль (в Голштинии) для священнослужения в придворной церкви, которая упразднена была только 5 декабря 1799 года. В Киле он нашел русских всего 10 человек и через 4 года возвратился в Российскую империю. 
В 1749 году отец Иов был определен в число соборных иеромонахов Троице-Сергиевой лавры. 
В 1754 году Иов Чарнуцкий был произведен в архимандриты Калужского Лаврентьева монастыря; 16 мая 1757 года был назначен архимандритом в Спасо-Преображенский Арзамасский монастырь; 25 января 1759 года был уволен от должности.
Иов Чарнуцкий скончался в 1769 году.